# دیوید کمبل بانرمن
دیوید کمبل بانرمن (انگلیسی: David Campbell Bannerman؛ ‏تلفظ نام‌خانوادگی: ‎/ˈkæmbəl/‎؛ ‏ زادهٔ ۲۶ مهٔ ۱۹۶۰) سیاست‌مدار اهل بریتانیا است. عضو پارلمان انگلستان، متولد بمبئی، هند و عضو محافظه کار (بریتانیا) و عضو پارلمان اروپا برای شرق انگلیس است.

## فعالیت
کرسی حزب استقلال پادشاهی متحد را تا ۲۴ مه، ۲۰۱۱ در دست داشت. وی از ۲۰۰۶ جایگزین پل نوتال شد و تا ۲۰۱۰ در موضع معاون رهبری حزب استقلال بریتانیا خدمت کرد.
قبل از پیوستن به حزب استقلال بریتانیا، یک فعال محافظه کار بود که ریاست گروه «بْو» را برعهده داشت. دیوید در انتخابات پارلمانی ۱۹۹۷ گلاسکو روترگلن به عنوان محافظه کار و همچنین در انتخابات پارلمانی سال ۲۰۰۱ در وارویک و لایمینگتون شرکت کرد. کمپبل بانرمن در سال ۲۰۰۴ به حزب استقلال بریتانیا پیوست و در سال ۲۰۰۹ انتخاب شد.
در سال ۲۰۱۵، او به عنوان رئیس یک گروه فشار جدید از محافظه کاران به نام «شکاک اروپا» برای بریتانیا شد. وی در سال ۲۰۱۶، او به هیئت مشورتی سیاسی «ترک به معنای ترک» پیوست.